# Friedrich Besemann
Friedrich Besemann (* 21. Oktober 1796 in Göttingen; † 8. März 1854 ebenda) war ein deutscher Maler, Zeichner, Radierer und Lithograf.

## Leben

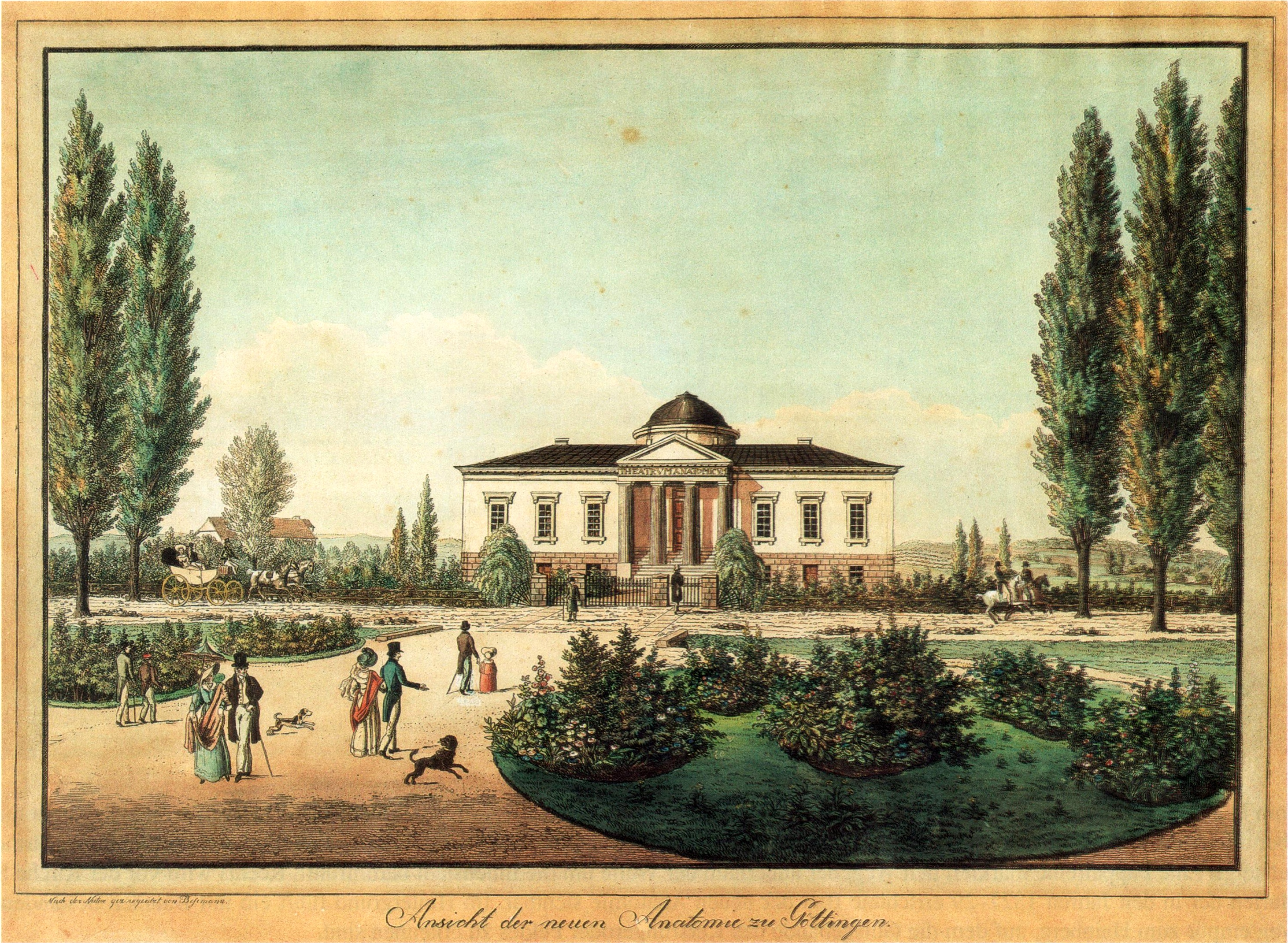
Friedrich Besemann: Anatomie in Göttingen

Besemann war einer der Söhne des Universitätszeichenmeisters der Georgia Augusta Christian Andreas Besemann. Der Maler Adolf Besemann war sein jüngerer Bruder. Er studierte ab 1815 in Göttingen und folgte seinem 1818 verstorbenen Vater, mit dem er oftmals auch verwechselt wird. Wie dieser arbeitete er in verschiedenen Techniken und ging um 1830 von der Radierung zur Lithografie über. Auf Grundlage seiner aquarellierten Vorlagen schuf er Ansichten der Stadt Göttingen und ihres Umlands, die in den verschiedensten Formaten durch die Verlage Gebr. Rocca und Wiederhold, darunter auch die bei Studenten beliebten Stammbuchblätter, in Umlauf kamen.